# تیثرئوستس
تیثرئوستس (به یونانی: Τιθραύστης) یا تیت‌رُس‌تس (به فرانسوی: Tithraustés) ساتراپ ایرانی اسپاردا در زمان هخامنشیان و در سدهٔ چهارم پیش از میلاد بود. اطلاعات چندانی از او در تاریخ به دست ما نرسیده است. می‌دانیم که او در سال ۳۹۵ پیش از میلاد از شوش رهسپار سارد شده بوده تا جانشین تیسافرن شود. او پس از دستگیری تیسافرن، او را اعدام نمود. تیثرئوستس با خطر حملهٔ اسپارتی‌ها به رهبری آژیلاوس دوم مواجه بود و برای دفع او با پرداخت مبالغی پول وی را متقاعد ساخت تا به سوی قلمرو ساتراپ فَرنَه‌بازو دوم یعنی فریگیه هلسپونت بتازد. پس از این رویداد از او اثری در تاریخ دیده نمی‌شود.